# Hofgut Menschenhaus
Das Hofgut Menschenhaus (ⓘ) ist ein ehemaliges Hofgut in Neunkirchen. Verwaltungsrechtlich gehört es zur Neunkircher Innenstadt.

## Lage
Das Hofgut Menschenhaus liegt südlich der Neunkircher Innenstadt zwischen Neunkirchen und Eschweilerhof, umgeben von einem weitläufigen Waldgebiet.

## Geschichte
Das Hofgut wurde 1754 von Johannes-Nikolaus Mensch erbaut. Mensch, der auch als Namensgeber diente, war Wildaufseher des Fürsten Wilhelm Heinrich von Nassau-Saarbrücken. Er errichtete dort die „Menschenhütte“, die durch einen weiteren Ausbau zum „Menschenhaus“ wurde. Im Familienbesitz blieb es bis 1895 und wurde anschließend von der Schloss-Brauerei Neunkirchen als Wirtschaft betrieben. Ein Landhaus wurde ebenfalls auf dem Gelände errichtet. Das Hofgut Menschenhaus war bis zur Gebiets- und Verwaltungsreform im Saarland 1974 Teil der Gemeinde Spiesen und kam dann zu Neunkirchen, wo es verwaltungsrechtlich der Innenstadt zugeteilt wurde. Im August 2014 kaufte der Catering-Service "Grunder Gourmet" das Hofgut zur Nutzung als Event-Räumlichkeiten.